# 奇维塔卢帕雷拉
奇维塔卢帕雷拉是意大利阿布鲁佐大区基耶蒂省的一个镇。